# Zdeněk Fibich
Zdeněk (Antonín Václav) Fibich (Všebořice, 21 december 1850 - Praag, 15 oktober 1900) was een Tsjechisch componist. Samen met Bedřich Smetana en Antonín Dvořák stond hij op de bres voor een eigen Tsjechische muziekcultuur.

## Levensloop
Zdeněk Fibich (ook wel Zdenik of Zdenko genoemd) werd als kind van een boswachter geboren in Všebořice bij Kutna Hora (Scheborschitz bij Kuttenberg) in Tsjechië. In de muziek kreeg hij eerst van zijn moeder les, die al snel zijn muzikaal talent zag en hem tot muziekstudie aanzette. Op 14-jarige leeftijd dirigeerde Fibich al een door hem zelf geschreven symfonie en een jaar later maakte hij een begin met de compositie van een opera.
Fibichs eerste echtgenote stierf 2 1/2 jaar na hun bruiloft. Fibich hertrouwde daarna met haar zuster, een zangeres aan de Prozatímní divadlo en aan het Nationale Theater (Tsjechisch: Národní Divadlo). Voor haar schreef Fibich de rollen van drie operafiguren, waarvan de bekendste die van Isabel is in Nevěsta mesinská. Het huwelijk hield echter niet lang stand. Zijn derde vrouw had grote invloed op zijn componeerarbeid. Hij trouwde namelijk met Anežka Schulzová, die het libretto schreef voor Fibichs opera Šárka en die daarnaast Fibich inspireerde tot het schrijven van vele werken.
Fibich studeerde in Wenen, in Praag bij zijn landgenoot Bedřich Smetana, in Leipzig aan de universiteit, en verder in Parijs en Mannheim. Hij werkte als dirigent o.a. in Polen en in Vilna (Litouwen). In 1874 keerde hij terug naar Praag, om zich aan compositie te wijden. Tussen 1875 en 1878 had hij werk als tweede kapelmeester aan het Prozatímní divadlo (Voorlopig Theater) en had van 1878 tot 1880 de leiding over het koor in de Russische Kerk in Praag. In 1899 werd Fibich operadramaturg van het Národní divadlo (Nationale Theater) in Praag.
Na zijn dood werd hij in Vyšehrad bijgezet.

## Composities
Fibich is bekend als schepper van 7 opera's, die deels beïnvloed zijn door Richard Wagner, symfonieën, pianowerken, kamermuziek, en scenische en concertante melodrama's.

### Orkestwerken (selectie)
- 1883 1e Symfonie in F-majeur, op. 17
- 2e Symfonie in Es-majeur, op. 38
- In de schemering, op. 39
- 3e Symfonie in e-mineur, op. 53
- Othello
- Ouverture Comenius, op. 34
- Toman a lesní panna

### Muziektheater

#### Opera's
| Voltooid in | titel                                             | aktes             | première                                                        | libretto                                                    |
| ----------- | ------------------------------------------------- | ----------------- | --------------------------------------------------------------- | ----------------------------------------------------------- |
| 1863        | Medea                                             | alleen fragmenten |                                                                 | van de componist                                            |
| 1866        | Der Kapellmeister in Venedig                      |                   | 6 januari 1868, Libáň, privé uitvoering                         | van de componist                                            |
| 1866-1867   | Loreley                                           | 3 aktes           |                                                                 | Emanuel Geibel                                              |
| 1870-1871   | Bukovín                                           | 3 aktes           | 16 april 1874, Praag, Prozatímní divadlo (Provisorisch Theater) | Karel Sabina                                                |
| 1871        | Litocha                                           | alleen fragmenten |                                                                 | J. Kaňka                                                    |
| 1874        | Frithjóf                                          | alleen fragmenten |                                                                 | P. Lohmann                                                  |
| 1874-1877   | Blaník, op. 50                                    | 3 aktes           | 25 november 1881, Praag, Prozatímní divadlo                     | Eliška Krásnohorská                                         |
| 1882-1883   | Nevěsta messinská (De bruid van Messina), op. 18  | 3 aktes           | 28 maart 1884, Praag, Narodní divadlo                           | Otakar Hostinský, naar Schillers gelijknamig drama          |
| 1893-1894   | Bouře (De Storm), op. 40                          | 3 aktes           | 1 maart 1895, Praag, Narodní divadlo                            | Jaroslav Vrchlický, naar William Shakespeare, "The Tempest" |
| 1894-1895   | Hedy, op. 43                                      | 4 aktes           | 12 februari 1896, Praag, Narodní divadlo                        | Anežka Schulzová, naar Byrons "Don Juan"                    |
| 1896-1897   | Šárka, op. 51                                     | 3 aktes           | 28 december 1897, Praag, Narodní divadlo                        | Anežka Schulzová                                            |
| 1898        | Pád Arkuna (De val van Arkun), op. 55; ook: Helga | proloog           |                                                                 | Anežka Schulzová                                            |
| 1898-1899   | Dargun, op. 60                                    | 3 aktes           | 9 november 1900, Praag, Narodní divadlo                         |                                                             |

#### Operettes
| Voltooid in | titel                | aktes  | première | libretto         |
| ----------- | -------------------- | ------ | -------- | ---------------- |
| 1867        | Gutta von Guttenfels | 1 akte |          | van de componist |

#### Toneelmuziek
- 1888-1889 Hippodamie, op. 31, incidentele muziek voor het schouwspel "Hippodamia", 4 aktes, van Jaroslav Vrchlický, naar Sophocles, Euripides en Apollodorus uit de trilogie: Námluvy Pelopovy - première: 21 februari 1890, Praag, Narodní divadlo
- 1890 Smír Tantalův, op. 32, incidentele muziek voor het schouwspel in 4 aktes van Jaroslav Vrchlický, naar Sophocles, Euripides en Apollodorus uit de trilogie: Námluvy Pelopovy - première: 2 juni 1891, Praag, Narodní divadlo
- Smrt Hippodamie, op. 33, incidentele muziek voor het schouwspel in 4 aktes van Jaroslav Vrchlický, naar Sophocles, Euripides en Apollodorus uit de trilogie: Námluvy Pelopovy

### Kamermuziek (selectie)
- Instruktivní sonatina (educatieve sonate) voor viool en piano in d-mineur op. 27 (1869)
- Pianotrio in f-mineur (1872)
- Jasná noc voor viool en piano (1873)
- Kwartet in e-mineur, voor viool, altviool, cello en piano, op. 11 (1874)
- Strijkkwartet in A-majeur (1874)
- Sonate voor viool en piano in C-majeur (1874)
- Sonate voor viool en piano in D-majeur (1875)
- Koncertní polonesa (Pools Concert) voor viool en piano (1878)
- Strijkkwartet in G-majeur op. 8 (1878)
- Romance (Dalibor) voor viool en piano in B-majeur op. 10 (1879)
- Selanka voor klarinet of viool en piano op. 16 (1879)
- Tema con variazioni (Thema met variaties) voor strijkkwartet in B-majeur (1883)
- Kwintet voor piano, klarinet, hoorn, viool en cello in D-majeur op. 42 (1893)

### Overige werken
Fibich schreef meer dan 600 werken: ongeveer 10 opera's en andere muzikale toneelwerken, 3 symfonieën, ouvertures, symfonische gedichten (Othello, Toman a lesní panna), kamermuziek, pianowerken (zo'n 350 stukken), liederen en duetten. Ook melodrama's behoren tot Fibich's oeuvre, zoals de trilogie Hippodamia, met teksten van Jaroslav Vrchlický of Štědrý den a Vodní, geïnspireerd door Kytice van Karel Jaromír Erben. Zijn bekendste werk is het pianostuk Poem, dat ook bewerkt is voor viool en voor orkest.

## Leerlingen van Fibich
- Karel Kovařovic
- Franz Lehár
- Zdeněk Nejedlý
- Otakar Ostrčil